# Chambles
Chambles – miejscowość i gmina we Francji, w regionie Owernia-Rodan-Alpy, w departamencie Loara.
Według danych na rok 1990 gminę zamieszkiwały 624 osoby, a gęstość zaludnienia wynosiła 33 osób/km² (wśród 2880 gmin regionu Rodan-Alpy Chambles plasuje się na 1044. miejscu pod względem liczby ludności, natomiast pod względem powierzchni na miejscu 550.).